# Russ Feingold
Russell Dana Feingold (født 2. marts 1953 i Janesville, Wisconsin, USA) er en amerikansk politiker. Medlem af Det Demokratiske Parti. Tidligere Senator fra Wisconsin 1993-2011. Feingold er mest kendt for sit samarbejde med senator John McCain om at reformere partitilskudsreglerne i amerikansk politik. Feingold har også gjort sig bemærket som modstander af krigen mod Irak og mod The Patriot Act. 

## Familie, uddannelse og baggrund
Feingold er opvokset i en jødisk familie i det sydlige Wisconsin. Russ Feingolds far Leon var advokat og moderen arbejdede i et tinglysningsfirma.
Feingold har været gift to gange og han har to børn fra det første ægteskab.
Han er uddannet på det lokale University of Wisconsin-Madison i 1975, fik et stipendium til universitetet i Oxford og endelig en juridisk eksamen fra Harvard Law School i 1979.
Efter universitetet arbejde Feingold nogle år i en privat advokatpraksis i Wisconsin inden han i 1982 blev valgt til delstatssenatet i Wisconsin. Feingold sad 10 år i delstatsforsamlingen inden han blev valgt til senatet i stedet for den republikanske senator Bob Kasten i 1992.
Inden da havde Feingold været aktiv i en lang række usuccesfulde præsidentvalgskampagner, han støttede New Yorks liberale republikanske borgmester John Lindsay, der i 1972 skiftede til Det Demokratiske Parti. Han støttede senator Ted Kennedys udfordring af præsident Jimmy Carter i 1980 og i 1988 var han aktiv i kampagnen for senator Paul Simon fra Illinois.
Russ Feingold blev genvalgt til senatet i 1998 da han slog det republikanske kongresmedlem Mark Neumann med mindre en et procentpoint. I 2004 blev Feingold valgt til en tredje periode da han slog modkandiaten Tim Michels med 12 procentpoint (56%-44%). I 2010 tabte Feingold sin plads i senatet til republikaneren Ron Johnson med 5 procentpoint (47%-52%).

## Trivia
Russ Feingold gik på Harvard Law School sammen med præsidenten for den amerikanske højesteret John Roberts og den tidligere senator fra Michigan og energiminister Spencer Abraham.

### Portrætter og baggrund
- About.com Portræt af  Senator Russ Feingold fra Wisconsin Arkiveret 12. marts 2006 hos  Wayback Machine
- Politics1: P2008 – Fakta om Senator Russ Feingold Arkiveret 16. marts 2006 hos  Wayback Machine
- OnTheIssues.org Analyse af Russ Feingold